# أماني اغينالدو
أماني اغينالدو (24 أبريل 1995 بلاس بيناس في الفلبين - ) هو لاعب كرة قدم فلبيني في مركز الدفاع. شارك مع منتخب الفلبين تحت 21 سنة لكرة القدم ومنتخب الفلبين تحت 23 سنة لكرة القدم ومنتخب الفلبين لكرة القدم. أما مع النوادي، فقد لعب مع نادي غلوبال.

## روابط خارجية
- أماني اغينالدو على موقع قاعدة بيانات كرة القدم.إي يو (الإنجليزية)
- أماني اغينالدو على موقع ناشيونال فوتبول تيمز (الإنجليزية)
- أماني اغينالدو على موقع Soccerway.com (الإنجليزية)
- أماني اغينالدو على موقع عالم كرة القدم.نت (الإنجليزية)